# Németszentmihály
Németszentmihály (románul: Sânmihaiu German, egykor Sânmihaiu Nemțesc, németül a hivatalos szférában egykor Deutschsanktmichael, köznyelven Zillasch) falu  Romániában, a Bánátban, Temes megyében.

## Nevének eredete
Az újkori sváb falu megörökölte a határában feküdt középkori Szilas falu nevét; lakói és a környező svábok mindig Zillasch néven hívták a falut. Telepítőjéről a hivatalosságban először Rauthendorfként hivatkoztak rá, 1819-ben kapta új nevét a szomszédos Oláhszentmihály alapján.

## Földrajz

### Fekvése
Temesvártól 19 kilométerre délnyugatra, a bánáti síkságon fekszik.

## Népesség
- 1854-ben 1091 római katolikus lakosa volt.
- 1910-ben 1162 lakosából 1111 volt német, 20 magyar és 9 román anyanyelvű; 1147 római katolikus vallású.
- 2002-ben 733 lakosából 663 volt román, 49 német és 14 magyar nemzetiségű; 573 ortodox, 61 római katolikus és 34 pünkösdi hitű.

## Története
Határában feküdt a középkori Szilas falu, melynek nevét először 1333–37-ben, Silas alakban említették. 1547-ben egy török defter magyar keresztnevekkel említette. A későbbi Alt-Silasch határnév alapján ez a település az Óbega bal partján, a Bobdára vezető út mellett feküdhetett. 1717-ben az azonos névvel összeírt faluban negyven román vagy szerb család élt. Ekkorra a falu ötszáz méterrel távolabb, a később Neu-Silasch névvel jelölt ponton feküdt, ahol máig láthatók épületnyomok. 1740-ben lakossága negyven Havasalföldről érkezett román családdal gyarapodott. A hatóságok azonban még 1768 előtt elköltöztették lakóit, és a kamara ezután legelőként adta bérbe a területet.
1807-ben gr. Johannes Nepomuk von Rauth lovaskapitány vette bérbe a pusztát, amelyen akkor néhány szarvasmarhát tartó és dohányt termesztő magyar család lakott. A későbbi családnevek alapján néhány román család is maradt a területen. Rauth 1808-ban 57 sváb családot telepített be a környező településekről (nyolc család Szentandrásról, hét Kisbecskerekről, hat Perjámosról, öt Billédről érkezett). A telepesek jogilag albérlőkké váltak, a Rauthtal kötött szerződés dohánytermesztésre kötelezte őket. Családonként fél vagy negyed telket kaptak, egy fél telek tizenkilenc holdas volt (tizenkét hold szántóföld, négy hold rét, két hold legelő és egy hold belsőség), a negyed telek tizenegy holdas. A portákat két főutca és egy keresztutca mentén építették fel, két kisebb keresztsikátorral. A házak szoba–konyha–kamra beosztással, utcafronti homlokzattal vályogból épültek, az istállók a házzal közös tető alatt. Mind a házat, mind a melléképületeket nád fedte. A kezdeti években maga Rauth is az új faluban élt.
Az első telepítés jórészt kudarcot vallott. A határ nagy részét mocsarak borították, amelyeket csak a századfordulóra csapoltak le teljesen. A két Bega rendszeres áradásai több ínséges évet okoztak. 1818-ra a telepesek létszáma a tíz évvel korábbi felére olvadt (a legtöbben elvándoroltak), Rauth maga is elkedvetlenedett és elköltözött a településről. 1819-ben, bérlete lejárta után a faluban maradt telepesek közvetlenül a kamarával kötöttek bérleti szerződést. Ezt követően lakossága ismét megszaporodott, de az 1831-es és 1836-os kolerajárvány annyi áldozatot szedett, hogy a birtokos kamara 95 új telepes családot költöztetett be (tizenkilencet Szakálházáról, tizenegyet Kisbecskerekről, kilencet Újvárról). Az 1807-ben már a falu helyén élő néhány magyar családnak is a két egymást követő járvány idején vész nyoma a forrásokban. A beköltöző családokkal az addigi két hosszú utcával párhuzamosan kiépült a harmadik, az ún. Neugass.
A római katolikus vallású lakosság 1827-re épített magának kisebb imaházat. A gyülekezet 1833-ig Szakálháza filiája volt, akkor alakult önálló plébániává, amely 1960-ig állt fönn (azóta különböző temesvári plébániákról látják el.) 1872–73-ban kettős katasztrófa sújtotta a falut. A gyenge termés akkora éhínséget okozott, hogy a plébánosnak ingyenkonyhát kellett nyitnia.
Erre még 1873-ban egy kolerajárvány is következett, amely hetven áldozatot követelt. A jólét kora a 19. század végén köszöntött be. Lakói az 1880-as évekre befejezték a jobbágytelkek megváltását, és 1895-re árvízmentesítették a határt. A gabonafélék mellett dinnyét termesztettek. A fellendülés ellenére, főként a szegényebbek közül, az 1900-as években kb. négyszáz fő vándorolt ki az Amerikai Egyesült Államokba (főleg Chicagóba) és Temesvárra, illetve sokan az 1907-ben Berekszó határában megalakult Erzsébetemlék telepre költöztek. Utóbbi azonban sikertelennek bizonyult, és az emlékiek többsége 1938-ig beköltözött Németszentmihályra.
A Wehrmacht 1944 augusztusában evakuálta. Mivel tévesen németeket véltek benne, az üres falut a Vörös Hadsereg egységei lőtték a szomszédos Bégaszentmihályról, ekkor belövést kapott a falu 1894-ben épült temploma is. A front átvonulása után a szomszédos román falvak lakói elhordták a svábok által otthagyott mozdítható javakat. A németszentmihályiakat eközben egy időre baranyai falvakban szállásolták el, majd nagy részük Gothában, Schmalkaldenben és különböző ausztriai településeken töltötte a telet. Innen körülbelül hatvan család az Egyesült Államokba és Kanadába költözött, némileg kevesebben az NDK-ban telepedtek le. A legtöbbek visszatértek Németszentmihályra, ahol vagyonelkobzás és többéves jogfosztottság várt rájuk. A román hatóságok 1945 tavaszán Besszarábiából és Észak-Bukovinából menekült románokat, észak-erdélyi telepeseket és negyven, a dél-dobrudzsai ideiglenes otthonát elhagyni kényszerült aromán családot telepített a faluba. A melléképületeikben meghúzódni kényszerülő svábok különösen az utóbbiak életmódját érezték sérelmesnek, ugyanis a pásztorkodással foglalkozó arománok az egykori sváb házakat juhaklokként használták. A svábok elkobzott földjeit a bégaszentmihályiak között osztották ki, majd 1954-ben kollektivizálták. A legtöbb sváb a Scharfpusztán létrehozott állami gazdaságban kényszerült munkát vállalni.
A sváb lakosság többsége az 1960-as évektől, fejpénzt fizetve, vagyonát hátra hagyva Németországba települhetett. Az iskola német tagozatát 1975-ben gyermekek hiánya miatt bezárták. 1989-ben már csak hetven német lakosa volt.

## Nevezetességek
- Próbafúrások során 1977-ben 2400 méternél nagyobb mélységből termálvíz tört fel. A vizet 1985 óta egy strandfürdő hasznosítja.

## Híres emberek
- Itt született 1882-ben Joseph Kleitsch amerikai festőművész.
- Itt született 1854-ben Zobel Lajos építész.